# سجن السكة
(سجن السكة) طرابلس، وهو إحدى أسوء السجون سمعة في ليبيا وهو عبارة عن سجن (تحت الأرض)، ويستخدم لسجناء الرأي السياسي  . والغريب بأن هذا السجن غير ملفت للنظر حينما تمر من أمامه ، وذلك حيث أن الموقع الذي به هذا السجن السري هو موقع للطاقة (سابقا)، وهو مصمم بطريقة مدروسة جداً.
وهذا السجن يحتوي على عدد 2 قاطع، وكل قاطع به حوالي عشر شالات لا تتجواز المترين فقط.